# Freie Heimat
Freie Heimat (armenisch Ազատ Հայրենիք Asat Hajreniq) ist eine Partei in der Republik Arzach.

## Geschichte
Die Partei wurde am 29. Januar 2005 gegründet. Arajik Harutjunjan ist Parteivorsitzender und seit 2020 auch Präsident Arzachs. Zuvor war er 2007 bis 2017 Premierminister. Im Parlament bildet die Partei die Fraktion „Heimat“ (armenisch Hajreniq).
Bei den Wahlen zur vierten Nationalversammlung am 19. Juni 2005 hat die Partei Freie Heimat 37 % der Stimmen und 12 Sitze erhalten. Bei den Wahlen zur fünften Nationalversammlung am 23. Mai 2010 hat die Partei Freie Heimat 44 % der Stimmen und 14 Sitze erhalten. 2015 konnte die Partei 47 % der Stimmen und 15 der 33 Sitze erringen. 2020 trat Freie Heimat erstmals in einer Wahl-Allianz an. Diese erreichte 40 % der Stimmen und 16 Sitze im Parlament.

## Bekannte Mitglieder
- Artur Tovmasjan
- Gagik R. Petrosjan
- Arpat Avanesjan
- Romela N. Dadajan
- Rudik Hjusnunz
- Ivan Avanesjan
- Aram Grigorjan
- Arsen Miqajeljan
- Ruslan Israeljan
- Hovik Ch. Djivanjan
- Genadi A. Alibabjan
- Vardges Ulubabjan
- Ararat A. Ohandjanjan
- Armen H. Ohanjan